# 리얼 월드/로드 룰즈 챌린지: 더 인페르노
리얼 월드/로드 룰즈 챌린지: 더 인페르노(Real World/Road Rules Challenge: The Inferno)는 《리얼 월드/로드 룰즈 챌린지》의 8번째 시즌으로, 2004년 2월 2일부터 5월 31일까지 방영되었다.